# فریتس هوبرت گرزر
فریتس هوبرت گرزر (به آلمانی: Fritz-Hubert Gräser) (۳ ژانویه ۱۸۸۸ - ۴ نوامبر ۱۹۶۰) یک نظامی بلندپایه آلمانی در دوره رایش سوم بود که فرماندهی یگان‌های مختلفی را در جنگ جهانی دوم بر عهده داشت.

## نشان‌ها و جوایز
- صلیب آهنین (۱۹۱۴) درجه دو (۱۶ سپتامبر ۱۹۱۴) و درجه یک (۹ اکتبر ۱۹۱۶)
- صلیب آلمانی طلایی (۸ فوریه ۱۹۴۲)
- صلیب شوالیه صلیب آهنین (۱۹ ژوئیه ۱۹۴۰)
  - برگ‌های بلوط (۲۶ ژوئن ۱۹۴۴)
  - شمشیرها (۸ می ۱۹۴۵)